# Бинбирдирек
„Бинбирдирек“ (на турски: Binbirdirek) е квартал на Истанбул, разположен в градска околия Фатих. Общата му площ е 0,16 км2. Според данни на Адресната система за регистриране на населението (ABPRS) към 2024 г. населението на „Бинбирдирек“ е 1312 жители.